# 櫻坂46 RISA WATANABE GRADUATION CONCERT
《櫻坂46 RISA WATANABE GRADUATION CONCERT》是日本女子偶像組合櫻坂46在2022年5月21日和5月22日於東京都澀谷區神南的國立代代木競技場第一體育館舉行的公演，於2022年12月7日以DVD和Blu-ray的形式發售，為櫻坂46第2部現場影像作品。

## 背景與發行
2022年4月8日，櫻坂46宣佈為成員渡邊理佐舉行畢業演唱會，為櫸坂46以至櫻坂46時期首次有成員獲安排舉行畢業演唱會。在公演首日，櫻坂46演唱櫸坂46時期的牽手回家吧和就算風吹，第二天的公演也演唱了世界上只有愛和兩人季節等歌曲，這是在易名為櫻坂46後首次有成員公開演唱櫸坂46時期的全體曲。此外，同為《non-no》專屬模特兒的新木優子、櫻坂46常規節目的主持人土田晃之和原市的澤部佑也有通過影片致辭。
2022年10月28日，櫻坂46宣佈在12月7日推出公演的DVD和Blu-ray，各自分為完全生產限定盤和通常盤，總共4種版本。11月14日，公開各版本的封面和收錄內容。

## 榜單成績
在Oricon公信榜，公演DVD以4,314張的銷量取得週榜第2名，公演Blu-ray也以15,603張的銷量取得週榜第2名，DVD和Blu-ray週榜則取得首位。

## 外部連結
- . 櫻坂46.   [2023-11-29]. （原始内容存档于2024-01-08） （日语）.
- . 櫻坂46.   [2023-11-29]. （原始内容存档于2023-05-19） （日语）.
- . 櫻坂46.   [2023-11-29] （日语）.
- YouTube上的（日語）
- YouTube上的（日語）